# 横尾良笑
横尾 良笑（よこお よしえ、1980年 - ）は、日本のユニバーサルデザインコーディネーター。
横尾良笑インスティテュート株式会社 代表取締役社長。厚生労働省「公的年金の分かりやすい情報発信モデル事業検討会」構成員。経済産業省「UD指標化・標準化委員会」委員。実利用者研究機構理事長。東京大学教育学部附属中等教育学校評議員。

## 来歴
1980年、東京都出身。
1992年、ロンドンへ短期ホームステイ。東京大学附属中学校（現・東京大学教育学部附属中等教育学校）入学。東京大学附属高等学校入学後、ノバスコシア州立Cornwallis高等学校（カナダ）に留学。慶應義塾大学総合政策学部卒業。

## 受賞
- 2007年デザイン部門感謝状（ソニー株式会社）

## 掲載
- 平成28年度 - 平成31年度用 中学校1・2・3年生向け教科書『新編 新しい技術・家庭（家庭分野）』

## 著書
- 「トコトンやさしいユニバーサルデザインの本」（日刊工業新聞社）